# Dieter Voigt (Sozialwissenschaftler)
Dieter Voigt (* 29. Juni 1936 in Tsingtau, China) ist ein deutscher Sozialwissenschaftler.

## Leben
Dieter Voigt, Sohn von Henny Voigt und des zum Dr. phil. promovierten Erich Voigt, studierte von 1954 bis 1958 an Universitäten von Leipzig und Dresden Psychologie, Sport und Soziologie. Er absolvierte zudem eine dreijährige Elektrikerlehre. Er war zunächst von 1958 bis 1962 als Dozent an der Ingenieurschule in Weißenfels an der Saale und ab 1962 wissenschaftlicher Assistent am Institut für Psychologie der Deutschen Hochschule für Körperkultur in Leipzig tätig. 1966 wurde er wegen „Fluchthilfe“ zu einer fünfjährigen Haftstrafe verurteilt, die 1969 durch einen Häftlingsfreikauf der Bundesrepublik Deutschland vorzeitig endete. Von da an lebte er in der BRD.
Im Jahr 1971 wurde Voigt an der Justus-Liebig-Universität Gießen zum Doktor der Philosophie promoviert und lehrte dort ab 1973 als Professor für Soziologie. Von 1975 bis zum Eintritt in den Ruhestand 2001 war er C3-Professor für Soziologie an der Ruhr-Universität Bochum und lebte, inzwischen geschieden, in Biebertal. Er gehört zu den Mitbegründern des dortigen Instituts für Deutschlandforschung. Von 1974 bis 1978 war er Mitglied des Arbeitskreises für vergleichende Deutschlandforschung beim Bundesministerium für innerdeutsche Beziehungen. Seine Forschungsgebiete sind DDR-Forschung, Sportgeschichte, Medizinsoziologie und Persönlichkeitsforschung. Mit Manfred Messing war er Herausgeber der Reihe Sportsoziologische Arbeiten. Er gehörte zudem dem Wissenschaftlichen Beirat der Deutschen Gesellschaft für Gesundheitsforschungen an und fungierte auch als dessen stellvertretender Vorsitzender.

## Schriften (Auswahl)
- mit Sabine Meck: Über Glück und Gelassenheit. Wege zu einem erfüllten Leben. Butzon & Bercker, Kevelaer 2012, ISBN 978-3-8367-0780-0.
- mit Sabine Meck: Gelassenheit. Geschichte und Bedeutung. Wissenschaftliche Buchgesellschaft, Darmstadt 2005.
- mit Lothar Mertens (Hrsg.): Opfer und Täter im SED-Staat (= Schriftenreihe der Gesellschaft für Deutschlandforschung. Band 58). Duncker und Humblot, Berlin 1998, ISBN 3-428-09422-0.
- mit Werner Voss, Sabine Meck (Hrsg.): Sozialstruktur der DDR. Eine Einführung. Wissenschaftliche Buchgesellschaft, Darmstadt 1987.
- Schichtarbeit und Sozialsystem. Zur Darstellung, Entwicklung und Bewertung der Arbeitszeitorganisation in den beiden Teilen Deutschlands. Brockmeyer, Bochum 1986.
- Schichtarbeit in der DDR. 1985.
- Die Gesellschaft der DDR. 1984.
- mit Manfred Messing: Beiträge zur Deutschlandforschung. 1982.
- Soziale Schichtung im Sport. 1978.
- Gesundheitsverhalten. Zur Soziologie gesundheitsbezogenen Verhaltens. Hypothesen, Theorie, empirische Untersuchung. Kohlhammer, Stuttgart 1978.
- Soziologie in der DDR. Eine exemplarische Untersuchung. Verlag Wissenschaft und Politik, Köln 1975.
- Montagearbeiter in der DDR. Eine empirische Untersuchung über Industrie-Bauarbeiter in den volkseigenen Großbetrieben. Luchterhand, Neuwied 1973.
- mit Harry Pross: Abtreibung. 1971.